# Île Nouma
Pour les articles homonymes, voir Nouma.
L’île Nouma est un îlot de Nouvelle-Calédonie appartenant administrativement à la commune de l'Île des Pins.